# Медаль «Китайско-советская дружба»
«Китайско-Советская дружба» (кит. 中苏友谊万岁奖章) — медаль Китайской Народной Республики. Оригинальное китайское название — «Китайско-Советская медаль Да здравствует нерушимая дружба».
Этой медалью награждались за трудовые подвиги советские специалисты и за личное мужество советские военные советники, сражавшиеся вместе с китайскими добровольцами в Корее в 1950—1953 годах. В то же время она была памятной медалью для награждения различных советских делегаций, посещающих КНР, и юбилейной наградой для вручения по случаю торжественных событий.

## История
Медаль изготавливалась разными предприятиями и поэтому имеет много разновидностей по размерам и толщине, а также по изображению флагов. На некоторых медалях заметно разное соотношение величин звезд и перекрытие флагом КНР первого колоса с правой стороны и несоответствие количества стеблей с правой и левой стороны внизу медали. Но в целом всегда сохранены цвет и размеры ленты. Красная муаровая лента шириной (в идеальном состоянии) 30 мм с двумя желтыми полосами по 3 мм особым способом сложена в пятиугольную колодку высотой 50 мм и шириной 45 мм с бронзовой звездой размером 12х12 мм по центру. С обратной стороны к ленте пришита планка с булавочным креплением, Рисунок лицевой стороны с мелкими вышеописанными разновидностями всегда постоянен — это говорит о том, что все изготовители следовали утверждённому образцу этой медали. Изготовлялась она в зависимости от условий из светлой и темной бронзы с нанесением горячей красной эмали на изображение флагов СССР и КНР. Лента переплетала колосья и звезды на стеблях венки внизу медали. Менялось только изображение оборотной стороны этой медали (существует три вида реверса).
После избрания 27 сентября 1954 года Мао Цзэдуна Председателем КНР изменился образец удостоверения и появился новый вид с чистым гладким реверсом без надписей. Медали этого, третьего, вида наиболее распространены и имеют более высокое художественное исполнение. Встречаются также удостоверения, выписанные китайской стороной, — на красном шелке краской сделана надпись иероглифами, а фамилия и инициалы советского награждённого — впечатаны на машинке русским шрифтом.